# Juan Pablo Guzmán
Juan Pablo Guzmán (Buenos Aires, 29 gennaio 1981) è un ex tennista e allenatore di tennis argentino.
I suoi migliori ranking ATP sono stati il 100º posto in singolare nel giugno 2007 e l'86º in doppio nel novembre 2007. Ha vinto il suo unico titolo nel circuito maggiore nel torneo di doppio del Dutch Open 2007 in coppia con Juan Pablo Brzezicki.

## Carriera da giocatore
Nella sua breve attività nell'ITF Junior Circuit vanta una semifinale in singolare nell'edizione del 1999 del prestigioso Orange Bowl e il suo miglior ranking mondiale di categoria juniores è stato il 97º posto nel gennaio del 2000. Nell'agosto 1998 fa il suo esordio tra i professionisti nell'ITF Men's Circuit e nei primi anni gioca esclusivamente tornei in Sud-america. Nell'aprile del 2000 vince il suo primo titolo ITF al torneo di doppio del Chile F5 e subito dopo ne vince altri due consecutivamente al Chile F6 e all'Argentina F4, sempre in doppio. In luglio conquista il primo titolo in singolare nell'Argentina F7. Nel maggio del 2001 disputa alcuni tornei ITF negli Stati Uniti, senza ottenere risultati di rilievo, e nel corso della stagione vince altri 3 titoli ITF in doppio. Sempre nel 2001 debutta nell'ATP Challenger Tour giocando diversi tornei con discreti risultati in doppio, tra i quali spicca la semifinale raggiunta al Campinas Challenger, mentre in singolare perde tutti i 5 incontri disputati.
All'inizio del 2002 tenta senza successo per la prima volta le qualificazioni in tornei del circuito ATP. In marzo vince a Salinas il suo primo incontro in un torneo Challenger in singolare. Affronta quindi la sua prima trasferta in Europa, dove in giugno supera le qualificazioni a Wimbledon e, al suo debutto nel circuito maggiore, viene eliminato al primo turno da Gastón Gaudio. In settembre disputa la prima finale Challenger al torneo di doppio di Banja Luka. Nel luglio 2003 conquista il primo titolo Challenger battendo Slimane Saoudi nella finale di Montauban; due mesi dopo arriva il primo titolo Challenger in doppio a Kiev a cui fa seguito il titolo conquistato in doppio nel successivo Challenger di Budapest. Nel corso della stagione entra per la prima volta nella top 200 del ranking sia in singolare che in doppio.
Nel maggio 2004 si aggiudica il secondo titolo Challenger in singolare vincendo la finale del torneo newyorkese di Forest Hills. Pochi giorni dopo vince il primo incontro nel circuito maggiore battendo Eric Taino a Casablanca e viene eliminato al secondo turno da Óscar Hernández. In giugno ritocca il proprio best ranking raggiungendo la 132ª posizione. Nel 2005 non ottiene risultati di rilievo e deve inoltre affrontare un periodo di lontananza dai campi da gioco a partire da fine agosto. Rientra nell'aprile 2006 e in quel periodo scivola oltre il 400º posto nella classifica di singolare e in quella di doppio. In luglio disputa i suoi primi quarti di finale in un torneo ATP a Umago dopo aver sconfitto il nº 80 ATP Guillermo García López e Carlos Berlocq, viene quindi eliminato dalla testa di serie nº 5 Carlos Moyá. La settimana dopo vince il Challenger di Trani battendo in finale Andreas Vinciguerra. Grazie a questi risultati conclude la stagione al 158º posto nel ranking di singolare.
Il 2007 è il suo anno migliore, in singolare vince 2 incontri nel circuito ATP, in aprile arriva in finale al Challenger di Florianopolis, nelle prove del Grande Slam del Roland Garros, di Wimbledon e degli US Open si qualifica per i tabelloni principali, dove però viene sempre eliminato al primo turno. Il 25 giugno fissa il suo miglior ranking della carriera in singolare al 100º posto. In doppio, il 22 luglio conquista il suo unico titolo ATP in carriera ad Amersfoort in coppia con Juan Pablo Brzezicki, superando in finale Robin Haase / Rogier Wassen per 6-2, 6-0. Si aggiudica inoltre durante la stagione i titoli di doppio nei Challenger di San Marino, Prostějov e Guayaquil, e in novembre raggiunge l'86º posto della classifica mondiale, che resterà il suo best ranking.
Nel gennaio 2008 disputa un solo torneo e deve quindi fermarsi fino a settembre, con un nuovo crollo nel ranking. In seguito gioca in singolare alcuni tornei senza ottenere successi di rilievo e nel marzo 2009 prende parte al suo ultimo torneo tra i professionisti. Nel 2013 rientra nel circuito per giocare esclusivamente in doppio e chiude la carriera vincendo il torneo ITF Colombia F6 nel settembre 2014.

## Carriera da allenatore
Dopo la carriera agonistica, Guzmán raggiunge l'altro argentino Emiliano Redondi ad Alicante, in Spagna, e assieme aprono un'accademia di tennis. All'inizio del 2019 diventano entrambi allenatori della connazionale Nadia Podoroska, che li raggiunge in Spagna e sotto la loro guida parte dalle qualificazioni e raggiunge la semifinale all'Open di Francia 2020.

## Statistiche

### Doppio

#### Vittorie (1)
| Legenda singolare                 |
| Grande Slam (0)                   |
| ATP World Tour Finals (0)         |
| ATP Master Series (0)             |
| ATP International Series Gold (0) |
| ATP International Series (1)      |

| Nº | Data           | Torneo                 | Superficie  | Compagno             | Avversari in finale       | Punteggio |
| 1. | 22 luglio 2007 | Dutch Open, Amersfoort | Terra rossa | Juan Pablo Brzezicki | Robin Haase Rogier Wassen | 6-2, 6-0  |

### Tornei minori

#### Singolare

##### Vittorie (5)
| Legenda tornei minori |
| Challenger (3)        |
| Futures (2)           |

| Nº | Data           | Torneo                            | Superficie  | Avversario in finale | Punteggio      |
| 1. | 6 luglio 2003  | Montauban Challenger, Montauban   | Terra rossa | Slimane Saoudi       | 6-3, 2-6, 6-1  |
| 2. | 15 maggio 2004 | Forest Hills Challenger, New York | Terra verde | Edgardo Massa        | 7-67, 3-1 rit. |
| 3. | 6 agosto 2006  | Trani Cup, Trani                  | Terra rossa | Andreas Vinciguerra  | 6-1, 3-6, 7-61 |

#### Doppio

##### Vittorie (12)
| Legenda tornei minori |
| Challenger (5)        |
| Futures (7)           |

| Nº | Data              | Torneo                                    | Superficie  | Compagno              | Avversari in finale                | Punteggio     |
| 1. | 7 settembre 2003  | Kiev Challenger, Kiev                     | Terra rossa | Ignacio González King | Harsh Mankad Jason Marshall        | 6-2, 3-6, 6-4 |
| 2. | 13 settembre 2003 | Budapest Challenger, Budapest             | Terra rossa | Ignacio González King | Kornél Bardóczky Gergely Kisgyörgy | 7-5, 4-6, 6-3 |
| 3. | 10 giugno 2007    | Czech Open, Prostějov                     | Terra rossa | Ramón Delgado         | Tomáš Cibulec Leoš Friedl          | 7-68, 6-1     |
| 4. | 12 agosto 2007    | San Marino Open, San Marino               | Terra rossa | Pablo Cuevas          | Tomasz Bednarek James Cerretani    | 6-1, 6-0      |
| 5. | 10 novembre 2007  | Challenger Ciudad de Guayaquil, Guayaquil | Terra rossa | Brian Dabul           | Bart Beks Michael Quintero         | 7-65, 6-3     |